# Pseudostomella etrusca
Pseudostomella etrusca är en djurart som tillhör fylumet bukhårsdjur, och som beskrevs av Hummon, Todaro och Ezio Tongiorgi 1993. Pseudostomella etrusca ingår i släktet Pseudostomella och familjen Thaumastodermatidae. Inga underarter finns listade i Catalogue of Life.